# フランチェスコ・フラーキ
フランチェスコ・フラーキ（Francesco Flachi, 1975年4月8日 - ）は、イタリア・フィレンツェ出身のサッカー選手。

## 略歴
フィオレンティーナのユース下部組織から、1993-94シーズン、当時Bに降格していたトップチームに昇格、プロデビューを果たした。
長年プレーしたサンプドリアでは、キャプテンを務めていた。2003-04シーズンからの3シーズン連続でセリエA二桁得点を挙げるなど、サンプドリアでは通算110得点を挙げた。2004年にイタリア代表として召集されたが、出場歴は無い。
2010年にコカインの使用が発覚し、12年間の出場禁止処分を受けたが、処分が明けた2022年、現役に戻った。

## タイトル
フィオレンティーナ
- セリエB : 1993-94
- コッパ・イタリア : 1995-96

サンプドリア
- セリエB : 2002-03